# XI Campionati europei e mediterranei di tiro con l'arco indoor
Gli XI Campionati europei e mediterranei di tiro con l'arco indoor (competizione EMAU) si sono svolti a Torino, sotto l'egida dell'EMAU, dal 3 all'8 marzo 2008, prima occasione in cui un evento internazionale di tiro con l'arco ha trovato ospitalità sotto la Mole. Sede dell'evento è stato l'Oval Lingotto, già teatro nel 2006 delle gare di pattinaggio di velocità dei XX Giochi olimpici invernali.

## Il calendario
- 3 marzo 2008: arrivo delle delegazioni, accreditamento.
- 4 marzo 2008: accreditamento, tiri di prova e cerimonia di apertura.
- 5 marzo 2008: gara di qualificazione per tutte le classi.
- 6 marzo 2008: fasi eliminatorie per tutte le classi.
- 7 marzo 2008: semifinali e finali classi delle classi Juniores, premiazioni.
- 8 marzo 2008: semifinali e finali classi Seniores, premiazioni, cerimonia di chiusura.

## Paesi partecipanti
- Austria
- Belgio
- Bielorussia
- Bulgaria
- Croazia
- Rep. Ceca
- Danimarca
- Spagna
- Finlandia
- Francia
- Regno Unito
- Georgia
- Germania
- Grecia
- Israele
- Italia
- Lettonia
- Libano
- Lituania
- Lussemburgo
- Moldavia
- Paesi Bassi
- Norvegia
- Polonia
- Portogallo
- Romania
- Russia
- Serbia
- Slovenia
- San Marino
- Svizzera
- Svezia
- Turchia
- Ucraina

## Risultati

### Maschili
| Specialità         | Oro              | Argento             | Bronzo            |
| Senior             |                  |                     |                   |
| Olimpico           | Marco Galiazzo   | Bair Badënov        | Oleksandr Drutsul |
| Compound           | Stefano Pagni    | Peter Elzinga       | Patrizio Hofer    |
| Olimpico a squadre | Francia          | Germania            | Turchia           |
| Compound a squadre | Paesi Bassi      | Finlandia           | Svezia            |
| Junior             |                  |                     |                   |
| Olimpico           | Luca Melotto     | Massimiliano Mandia | Filip Pertlik     |
| Compound           | Gregoire Fumeaux | Kevin Burri         | Luca Fanti        |
| Olimpico a squadre | Spagna           | Italia              | Ucraina           |
| Compound a squadre | Italia           | Svizzera            | Russia            |

### Femminili
| Specialità         | Oro               | Argento           | Bronzo               |
| Senior             |                   |                   |                      |
| Olimpico           | Tetyana Dorokhova | Yulia Lobzhenidze | Elena Tonetta        |
| Compound           | Laura Longo       | Sofia Goncharova  | Nicola Hunt          |
| Olimpico a squadre | Russia            | Ucraina           | Regno Unito          |
| Compound a squadre | Russia            | Italia            | Regno Unito          |
| Junior             |                   |                   |                      |
| Olimpico           | Laurent De Matos  | Nina Mylchenko    | Gloria Filippi       |
| Compound           | Anna Artemova     | Joyce Simons      | Svetlana Cherkshneva |
| Olimpico a squadre | Ucraina           | Polonia           | Italia               |
| Compound a squadre | Russia            | Italia            | Polonia              |

## Medagliere
| Posizione | Paese       |    |    |    | Totale |
| --------- | ----------- | -- | -- | -- | ------ |
| 1         | Italia      | 5  | 3  | 4  | 12     |
| 2         | Francia     | 4  | 0  | 0  | 4      |
| 3         | Ucraina     | 2  | 3  | 2  | 7      |
| 4         | Russia      | 2  | 2  | 2  | 7      |
| 5         | Paesi Bassi | 1  | 1  | 0  | 2      |
| 6         | Spagna      | 1  | 0  | 0  | 1      |
| 7         | Svizzera    | 0  | 2  | 1  | 3      |
| 8         | Finlandia   | 0  | 1  | 0  | 1      |
| 8         | Polonia     | 0  | 1  | 0  | 1      |
| 8         | Germania    | 0  | 1  | 0  | 1      |
| 8         | Belgio      | 0  | 1  | 0  | 1      |
| 12        | Regno Unito | 0  | 0  | 3  | 3      |
| 13        | Rep. Ceca   | 0  | 0  | 1  | 1      |
| 13        | Svezia      | 0  | 0  | 1  | 1      |
| 13        | Turchia     | 0  | 0  | 1  | 1      |
| Totale    | Totale      | 15 | 15 | 15 | 45     |